# Laurenz Meyer
Pour les articles homonymes, voir Meyer.
Donatus Laurenz Karl Meyer (né le 15 février 1948 à Salzkotten) est un homme politique allemand (CDU). Il est secrétaire général de la CDU de 2000 à 2004 et député du Bundestag de 2002 à 2009.

## Biographie
Après avoir été diplômé du lycée en 1968 au lycée Hammonense à Hamm. Laurenz Meyer obtient un diplôme en économie à l'Université de Münster, qu'il complète en 1975 avec un diplôme en économie. La même année, il commence à travailler comme employé chez VEW AG à Dortmund, devenant chef de service et chef de service principal. Plus récemment (1999), il est directeur commercial du bureau de district d'Arnsberg. Meyer est membre du conseil de surveillance de Dachdeckerkauf West eG Hamm et de la Wirtschaftsförderungsgesellschaft Hamm mbH.
En 2008, Meyer épouse le greffier judiciaire Sonja Mertens à Berlin. Il a un fils avec elle. Il a quatre filles de son premier mariage.
Après avoir quitté le Bundestag, Meyer lance sa propre entreprise en tant que consultant en gestion. Il est impliqué dans le Rotary Club de Hamm depuis 1985.

## Parti politique
Meyer rejoint la CDU en 1968. De 1997 à 2001, il est trésorier de la CDU Rhénanie du Nord-Westphalie. Meyer est, du 20 novembre 2000 au 22 décembre 2004, secrétaire général de la CDU en tant que successeur de Ruprecht Polenz. Meyer décrit sa nomination au poste de secrétaire général comme une erreur des dirigeants du parti.

## Parlementaire
Meyer est membre du conseil municipal de Hamm de 1975 à 1995 et de 1989 à 1995 en tant que président du groupe du conseil municipal de la CDU. En 1994, il se porte candidat au poste de lord-maire, mais ne peut vaincre le candidat du SPD Jürgen Wieland.
De 1990 à 2002, il est membre du Landtag de Rhénanie-du-Nord-Westphalie.  Là, il est porte-parole politique économique du groupe parlementaire de 1990 à 1999 et de 1997 à 1999 vice-président. Du 23 février 1999 au 2 juin 2000, il est président du groupe parlementaire CDU. Après les élections régionales de 2000, le président de la CDU, Jürgen Rüttgers, revendique la présidence du groupe parlementaire. Du 2 juin au 6 décembre 2000 Meyer est vice-président du Landtag de Rhénanie du Nord-Westphalie.
De 2002 à 2009, Laurenz Meyer est député du Bundestag. Il est à partir du 29 novembre 2005 président du groupe de travail économie et technologie et donc également porte-parole de la politique économique du groupe parlementaire CDU/CSU.
Laurenz Meyer est toujours élu au Bundestag via la liste des États de Rhénanie du Nord-Westphalie. Lors de l'élection du Bundestag de 2009, Meyer ne réussit pas à revenir au Bundestag parce qu'il est vaincu dans sa circonscription de Hamm-Unna II contre le candidat du SPD Dieter Wiefelspütz, qui est élu depuis 1987, et malgré sa 35e place dans la liste d'État.